# 6ª Divisione CC.NN. "Tevere"
La 6ª Divisione CC.NN. "Tevere" era una divisione italiana della Milizia Volontaria per la Sicurezza Nazionale (MVSN), che fu impiegata nella Guerra d'Etiopia.

## Ordine di battaglia: 1935
- 219ª Legione CC.NN. "Vittorio Veneto" - Console Enzo Emilio Galbiati prima e Console Carlo Rastrelli successivamente
  - CCXIX Battaglione CC.NN.
  - CCCXIX Battaglione CC.NN.
- 220ª Legione CC.NN. - Console Mario Mazzetti
  - CCI Battaglione CC.NN. "Legione mutilati"
  - CCXX Battaglione CC.NN. "Arditi d'Italia"
- 221ª Legione CC.NN. "Fasci italiani all'estero" - Console Piero Parini
  - CCXXI Battaglione CC.NN.
  - CDXXI Battaglione CC.NN. (Vicenza)
- 321ª Legione CC.NN. "Fasci italiani all'estero" - Console Giovanni Cangemi
- VI Battaglione universitario CC.NN. "Curtatone e Montanara"
- VI Battaglione CC.NN. complementi
- VI Gruppo someggiato da 65/17 del Regio Esercito
- 6ª Compagnia speciale genio (CC.NN. e R.E.)
- Ufficio Commissariato
- 6ª Sezione sanità
- 6ª Sezione sussistenza
- 6º Autoreparto misto
- 6º Reparto salmerie divisionali

## Comandanti
- Gen. D. Enrico Boscardi